# Gebel Silsileh
Le Gebel Silsileh (جبل السلسلة Ǧabal as-Silsila) est un site archéologique à cheval sur les deux rives du Nil en Haute-Égypte, dans le gouvernorat d'Assouan, à environ quarante kilomètres au sud d'Edfou et vingt kilomètres au nord de Kôm Ombo. C'est la plus importante carrière de grès de l'Égypte antique.

## Le site
| D33 · N35 | M17 | M17 | O49 |

| D33 · N35 | M17 | M17 | O49 |

Le toponyme signifie la Montagne de la Chaîne (en égyptien ancien : Khenou ou Kheny) en raison de la présence d'une chaîne qui y était tendue en travers du Nil pour empêcher la navigation. Le fleuve coule ici sur une largeur de moins de quatre cents mètres, surplombé de part et d'autre par des falaises de grès. La présence de graffiti sur les deux rives et d'un cimetière prédynastique sur la rive orientale témoignent de l'occupation du site depuis la Préhistoire. Le site a été de tout temps utilisé en carrière, l'exploitation y est notamment intense au Moyen et au Nouvel Empire.
Dès le Moyen-Empire, le grès est utilisé pour le revêtement des constructions. Excepté pour le temple de Philæ, le grès utilisé pour tous les temples de Haute-Égypte provient de cette carrière, qu'il s'agisse de la nécropole thébaine, du temple de Montouhotep II, des constructions des temples de Dendérah, Karnak (y compris les constructions d'Akhenaton), Louxor, Edfou, Kôm Ombo et Esna.
Le site archéologique a fait l'objet d'une première description détaillée lors de l'expédition de Bonaparte. Plus récemment, Ricardo Augusto Caminos en a effectué une exploration plus complète mais elle est restée inachevée. 
Le village des anciens carriers égyptiens se trouvait sur la rive orientale. 

## Monuments
Les monuments les plus importants se trouvent sur la rive ouest :
- le temple d'Horemheb, spéos dédié à Amon, Mout, Khonsou, Sobek, Taouret, Thot et à lui-même,
- des stèles dans les chapelles de Séthi Ier, Ramsès II, Mérenptah, Ramsès V, Sheshonq Ier et de Ramsès III ;
- vingt-huit chapelles de la XVIIIe dynastie ;
- des cénotaphes de hauts fonctionnaires, notamment ceux de l'administrateur Sénènmout et du grand prêtre d'Amon Hapouseneb. Le sanctuaire de ce dernier mentionne son frère Sa-Amon, sa sœur Ahmose, ses fils Djehoutimes-machet, Ouser-pechti, Âasheperkarênefer, et plusieurs filles.

Plusieurs de ces monuments portent des inscriptions au nom d'Hatchepsout, d'Amenhotep II, de Ramsès II, de Mérenptah et de Ramsès III.
Des sculptures inachevées et des monuments, comme le kiosque d'Amenhotep III, sont visibles sur la rive est. 
Plusieurs peintures de différentes périodes ont fait l'objet de publications. Andrea-Christina Thiem a publié en 2000 une description complète du temple d'Horemheb.

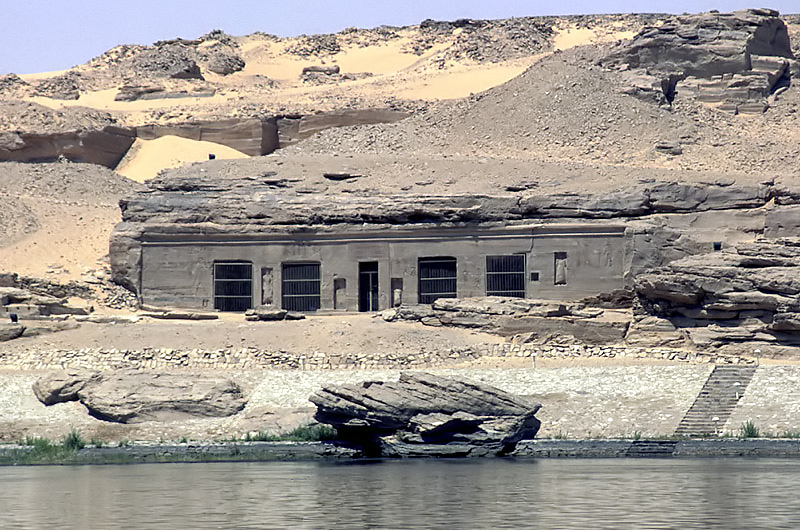
Le spéos d'Horemheb
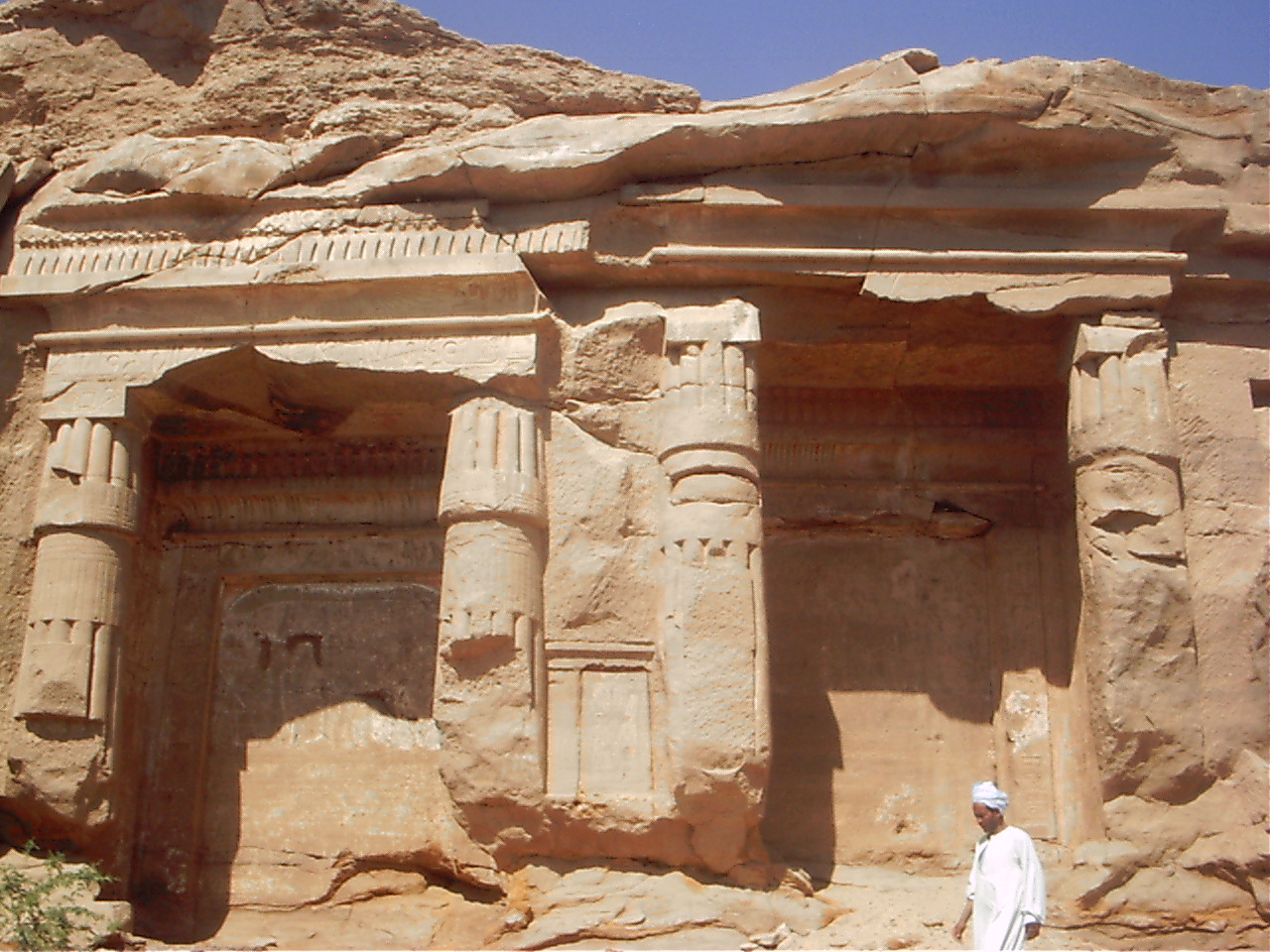
Les chapelles de Ramsès II et Mérenptah